# Liste des plus petits humains
La liste des plus petites personnes adultes est classée selon plusieurs paramètres (genre, pays, époque). La plupart des sources sont issues du Livre Guinness des records.
La femme  la plus courte du monde est Divine Mercia(138,6 cm, illustré ci-contre) elle est née à Soukoulou Mbenza au Congo Brazzaville avec une grosse tête en plus .

## Hommes
| Pays        | Hauteur  | Nom                   | Notes | Époque    |
| ----------- | -------- | --------------------- | --- | --------- |
| Népal       | 54,6 cm  | Chandra Bahadur Dangi | Chandra est déclaré le plus petit homme adulte jamais recensé, faisant 54,64 cm, homologué par le Livre Guinness des records. | 1939-2015 |
| Inde        | 57,0 cm  | Gul Mohammed          | Hauteur homologuée à 57 cm. A maintenu son titre jusqu'en 2012, année où la taille de Chandra Bahadur Dangi a été homologuée. | 1957-1997 |
| Philippines | 59,9 cm  | Junrey Balawing       | Taille homologuée à 56,0 cm en 2012,.                                                                                         | 1993-2020 |
| Hongrie     | 65 cm    | István Tóth           | Non-homologué à 65 cm,. István meurt en mai 2011 à l'âge de 48 ans.                                                           | 1963-2011 |
| Népal       | 67 cm    | Khagendra Thapa Magar | , | 1992-2020 |
| Taïwan      | 67,5 cm  | Lin Yü-chih (en)      | Plus petit homme du monde homologué jusqu'en 2009.                                                                            | 1972-     |
| Colombie    | 70,21 cm | Edward Niño Hernández | Homologué à 70,21 cm. | 1986-     |
| Chine       | 74 cm    | He Pingping           | Homologué à 29 po (73,7 cm).                                                                                                  | 1988-2010 |

## Femmes
| Nationalité    | Hauteur | Nom                 | Note | Époque    |
| -------------- | ------- | ------------------- | --- | --------- |
| Pays-Bas       | 61 cm   | Pauline Musters     | Reconnue par le Livre Guiness des records comme étant la plus petite femme du monde ayant jamais existé. | 1876-1895 |
| Mexique        | 61 cm   | Lucía Zárate        | . | 1864-1890 |
| Inde           | 62,8 cm | Jyoti Amge          | . | 1993-     |
| Afrique du Sud | 65 cm   | Madge Bester (en)   | . | 1963-2018 |
| États-Unis     | 69 cm   | Bridgette Jordan    | ,. | 1989-2019 |
| Turquie        | 71 cm   | Hatice Kocaman (tr) | . | 1989-     |

## Duo
| Nationalité | Hauteur         | Nom                                      | Catégorie          | Notes                                                                                                   | Époque                      |
| ----------- | --------------- | ---------------------------------------- | ------------------ | --- | --------------------------- |
| Hongrie     | 76 cm           | Mike et Ike Matina (en)                  | Jumeaux            | Mike et Ike Matina sont les jumeaux non-identiques les plus petits du monde, mesurant chacun 30 pouces. | 1901-1954 1901-N/A          |
| États-Unis  | 86,4 cm         | Greg et John Rice (en)                   | Jumeaux identiques | Les jumeaux identiques les plus petits du monde jusqu'en 2005,.                                         | 1951-2005 1951- (Greg Rice) |
| Brésil      | 90,3 cm 91,1 cm | Paulo Gabriel Barros et Katyucia Hoshino | Couple marié       | Reconnu comme le couple marié le plus petit du monde en 2016 par le Livre Guinness des records.         | 1985- 1988-                 |

## Par groupe d'âge
| Nationalité | Hauteur  | Nom                       | Catégorie  | Notes | Époque    |
| ----------- | -------- | ------------------------- | ---------- | --- | --------- |
| États-Unis  | 24 cm    | Nisa Juarez               | Nourrisson | Née 108 jours avant la date prévue, elle ne pesait que 320 grammes,. Elle a grandi normalement par la suite.                            | 2002-     |
| États-Unis  | 53,3 cm  | Francis Joseph Flynn (en) | Adolescent | Il a grandi après ses 16 ans, de sorte qu'il n'est pas considéré comme l'un des plus petits humains,.                                   | 1864-1898 |
| États-Unis  | 72,4 cm  | Stacey Herald             | Mère       | La plus petite femme ayant donné naissance. Son premier enfant est né le 21 octobre 2006, puis elle en a eu deux autres par césarienne. | Inconnu   |
| Hongrie     | 101,5 cm | Susanna Bokoyni (en)      | Longévité  | Bokoyni est morte à l'âge de 105 ans, ce qui en fait la plus vieille personne naine homologuée.                                         | 1879-1984 |

## Selon l'occupation

### Acteurs
| Nationalité            | Hauteur  | Nom                         | Note                                                          | Époque    |
| ---------------------- | -------- | --------------------------- | ------------------------------------------------------------- | --------- |
| République dominicaine | 71 cm    | Nelson de la Rosa           | Il a fait une apparition dans L'Île du docteur Moreau (1996). | 1968-2006 |
| Inde                   | 76 cm    | Ajay Kumar alias Pakru (en) | .                                                             | 1974-     |
| États-Unis             | 79 cm    | Tamara De Treaux            | ,.                                                            | 1959-1990 |
| Philippines            | 83 cm    | Weng Weng                   | .                                                             | 1957-1992 |
| Royaume-Uni            | 126,2 cm | Kiran Shah                  | Le plus petit cascadeur actif du monde.                       | 1956-     |

### Artistes et écrivains
| Nationalité | Hauteur | Nom            | Note   | Époque    |
| ----------- | ------- | -------------- | ------ | --------- |
| Angleterre  | 137 cm  | Alexander Pope | [ 38 ] | 1688-1744 |
| France      | 147 cm  | Édith Piaf     |        | 1915-1963 |

### Athlètes
| Nationalité | Hauteur | Nom                               | Sport              | Note | Époque             |
| ----------- | ------- | --------------------------------- | ------------------ | --- | ------------------ |
| Inde        | 84 cm   | Aditya Dev (en)                   | Culturisme         | [ 39 ] | 1988-2012          |
| Canada      | 106 cm  | Henry Franklyn (en)               | Hockey sur glace   | . | Fin du XIXe siècle |
| États-Unis  | 109 cm  | Eddie Gaedel                      | Baseball           | Plus petit humain ayant joué dans la Ligue majeure de baseball.                                                                     | 1925-1961          |
| Canada      | 130 cm  | Lionel Giroux alias Little Beaver | Lutte              | Aussi connu sous le nom de « Little Beaver », il est le catcheur le plus petit ayant travaillé à la World Wrestling Entertainment.  | 1935-1995          |
| États-Unis  | 149 cm  | Julie Krone (en)                  | Sport équestre     | Plus petit jockey américain. | 1963-              |
| Angleterre  | 152 cm  | Tich Cornford (en)                | Cricket            | . | 1900-1964          |
| Australie   | 155 cm  | Jim Bradford (en)                 | Football           | Joueur de Football australien le plus petit ayant atteint le plus haut niveau.                                                      | 1926-2005          |
| États-Unis  | 155 cm  | Jack Shapiro (en)                 | Football américain | Le plus petit joueur professionnel de football américain. N'a joué qu'une partie.                                                   | 1907-2001          |
| Royaume-Uni | 157 cm  | Fanny Walden (en)                 | Football           | Plus petit joueur de l'histoire de l'Équipe d'Angleterre de football.                                                               | 1888-1949          |
| États-Unis  | 157 cm  | Shannon Bobbitt                   | Basketball         | La plus petite joueuse de la Women's National Basketball Association.                                                               | 1985-              |
| États-Unis  | 160 cm  | Muggsy Bogues                     | Basketball         | Le plus petit humain à avoir joué dans la National Basketball Association.                                                          | 1965-              |
| Canada      | 160 cm  | Roy Worters                       | Hockey sur glace   | Le plus petit humain à avoir joué dans la Ligue nationale de hockey. Il a été introduit au Temple de la renommée du hockey en 1969. | 1900-1957          |
| États-Unis  | 165 cm  | Trindon Holliday                  | Football américain | Plus petit joueur actif dans la National Football League.                                                                           | 1986-              |
| Venezuela   | 165 cm  | José Altuve                       | Baseball           | Plus petit joueur actif de la Ligue majeure de baseball                                                                             | 1984-              |

### Personnalités politiques
| Nationalité | Hauteur | Nom                     | Note                                | Époque    |
| ----------- | ------- | ----------------------- | ----------------------------------- | --------- |
| États-Unis  | 114 cm  | Charley Lockhart (en)   | ,.                                  | 1876-1954 |
| Mexique     | 137 cm  | Benito Juárez           | [ 53 ]                              | 1806-1872 |
| Italie      | 153 cm  | Victor-Emmanuel III     | Le plus petit roi d'Italie.         | 1869-1947 |
| États-Unis  | 163 cm  | James Madison           | Le plus petit président américain,. | 1751-1836 |
| Philippines | 150 cm  | Gloria Macapagal-Arroyo | .                                   | 1947-     |

### Autres
| Nationalité | Hauteur | Nom        | Occupation | Note | Époque    |
| ----------- | ------- | ---------- | ---------- | --- | --------- |
| France      | 58 cm   | Richebourg | Espion     | Richebourg était un agent secret lors de la Révolution française qui se déguisait en enfant pour transmettre ses informations. | 1768-1858 |

### Article
- Nanisme
- Listes des plus grands humains